# Imo (delstat)
 For alternative betydninger, se Imo. (Se også artikler, som begynder med Imo)
Imo er en delstat øst for Nigerfloden i det sydlige Nigeria, lige nord for deltaområdet. Den blev oprettet i 1976; delstaten Abia, var indtil 1991 en del af Ibo, men dannede da sin egen delstat.

## Geografi
Imo grænser mod nord til delstaten Anambra, mod syd og vest til delstaten Rivers og mod øst til delstaten Abia.

### Inddeling
Delstaten er inddelt i 27 Local Government Area med navnene: Aboh-Mbaise, Ahiazu, Ehime-Mbano, Ezinihitte, Ideato North, Ideato South, Ihitte-Uboma, Ikeduru, Isiala-Mbano, Isu, Mbatoli, Ngor-Okpala, Njaba, Nkwerre, Nwangele, Obowo, Oguta, Ohaji-Egbema, Okigwe, Orlu, Orsu, Oru East, Oru West, Owerri Municipal, Owerri North, Owerri West og Unuimo.

## Erhvervsliv
Imo er rig på ressourcer i undergrunden, blandt andet olie, zink, kalksten naturgas. I landbruget dyrkes kokosnødder, kakao, naturgummi, korn, yams, maniok og majs.
Af industriprodukter fremstilles i Imo sko, smykkesten, motorcykler, cykler, teglprodukter, levnedsmidler, medicin, stål, papir med mere.